# Nationales Opern- und Ballett-Theater Sofia

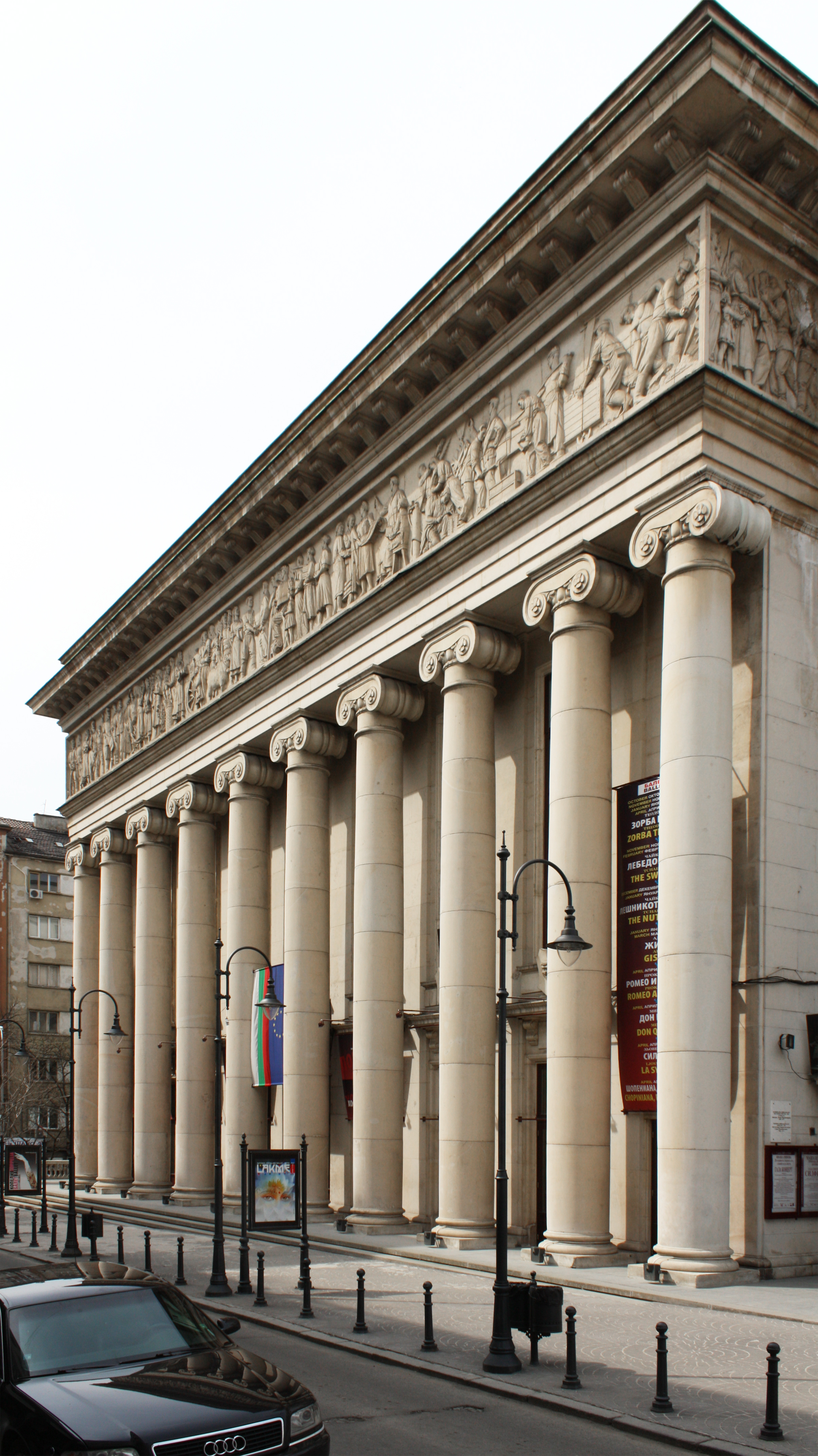
Fassade des Nationalen Opern- und Ballett-Theaters Sofia

Das Nationale Opern- und Ballett-Theater Sofia (bulgarisch Национална опера и балет Nazionalna opera i balet) ist eine bulgarische Institution für Opern- und Ballettaufführungen in der bulgarischen Hauptstadt Sofia.
Bulgariens erstes Opernhaus wurde 1890 gegründet, aber aufgrund geringer finanzieller Mittel rasch wieder geschlossen. 1908 wurde die bulgarische Operngesellschaft gegründet, 1922 wurde sie verstaatlicht. 1922 wurde ihr Namen in Nationaloper gewandelt, und 1928 fanden erste Aufführungen statt. Während des Zweiten Weltkriegs war sie geschlossen, wurde aber bald nach dem Krieg mitsamt Restaurierungsarbeiten durch staatliche Subventionen wieder in Betrieb genommen. Das Nationale Opern- und Ballett-Theater Sofia erhielt seine architektonische Gestaltung 1921 und wurde 1953 renoviert.
Assen Najdenow war ab 1944 Chefdirigent des Hauses.